# Scout Records
Scout Records war das erste, Ende der 1960er Jahre betriebene, relativ kurzlebige Plattenlabel der Konzert- und Tourneeveranstalter Horst Lippmann und Fritz Rau, bevor sie 1979 ihr Label L+R Records gründeten.
Auf dem Scout Label wurde insgesamt sieben Alben mit Blues-Aufnahmen herausgebracht, darunter neben drei Samplern ein Solo-Album des Howlin’-Wolf-Gitarristen Hubert Sumlin, die (bundes)deutsche Ausgabe des ersten Solo-Albums von J. B. Lenoir und die Aufnahmen der American Folk Blues Festivals der Jahre 1969 und 1970. Dort erschien auch eine Triple-LP mit Aufnahmen des Deutschen Jazzfestivals Frankfurt 1970.